# Fábula cothurnata
La fábula cothurnata es un tipo de tragedia latina (género teatral que presenta con un tono de grandeza situaciones conflictivas, en las que unos personajes pasan, por lo general, de una situación feliz a una desgraciada, conducidos por un destino fatal) que toma temas y formas griegos. Su nombre deriva de los zapatos (coturnos) que llevaban los actores. 
Uno de los grandes escritores de fábulas cothurnatas fue Lucio Anneo Séneca (Córdoba, siglo I d. C.). Sus obras más conocidas son Medea, Las troyanas, Fedra o Hércules loco.